# Sulfit de sodiu
Sulfit de sodiu (E 221) este sarea sodiului cu acidul sulfuros și are formula chimică Na2SO3. Este produs în timpul procesului de desulfurare a gazelor. Este un compus solid, alb, folosit ca și conservant și pentru prevenirea degradării și decolorării alimentelor.

## Obținere
Sulfitul de sodiu poate fi obținut în laborator în urma reacției dintre o soluție de hidroxid de sodiu și dioxid de sulf gazos:
2 NaOH + SO2 → Na2SO3 + H2O
Dacă prin picurarea de puțin acid clorhidric concentrat se observă formarea de dioxid de sulf, atunci hidroxidul de sodiu este aproape total consumat:
Na2SO3 + 2 HCl → 2 NaCl + SO2 + H2O
Sulfitul de sodiu este fabricat industrial prin reacția dintre dioxid de sulf și o soluție de carbonat de sodiu. Prima etapă a reacției generează bisulfit de sodiu (NaHSO3), care este transformat în sulfitul de sodiu prin reacția cu hidroxid de sodiu sau carbonat de sodiu. Reacția totală este:
SO2 + Na2CO3 → Na2SO3 + CO2

## Legături externe
- Definiție pentru aditivul alimentar „E221” la infocons.ro (denumire și descriere).